# Guantang (socken i Kina, Hunan)
Guantang (kinesiska: 贯塘, 贯塘乡) är en socken i Kina. Den ligger i provinsen Hunan, i den södra delen av landet, omkring 98 kilometer sydväst om provinshuvudstaden Changsha. Antalet invånare är 18104. Befolkningen består av 8 851 kvinnor och 9 253 män. Barn under 15 år utgör 20,0 %, vuxna 15-64 år 69 %, och äldre över 65 år 10,0 %.
Genomsnittlig årsnederbörd är 1 770 millimeter. Den regnigaste månaden är maj, med i genomsnitt 314 mm nederbörd, och den torraste är oktober, med 35 mm nederbörd.